# Aszita

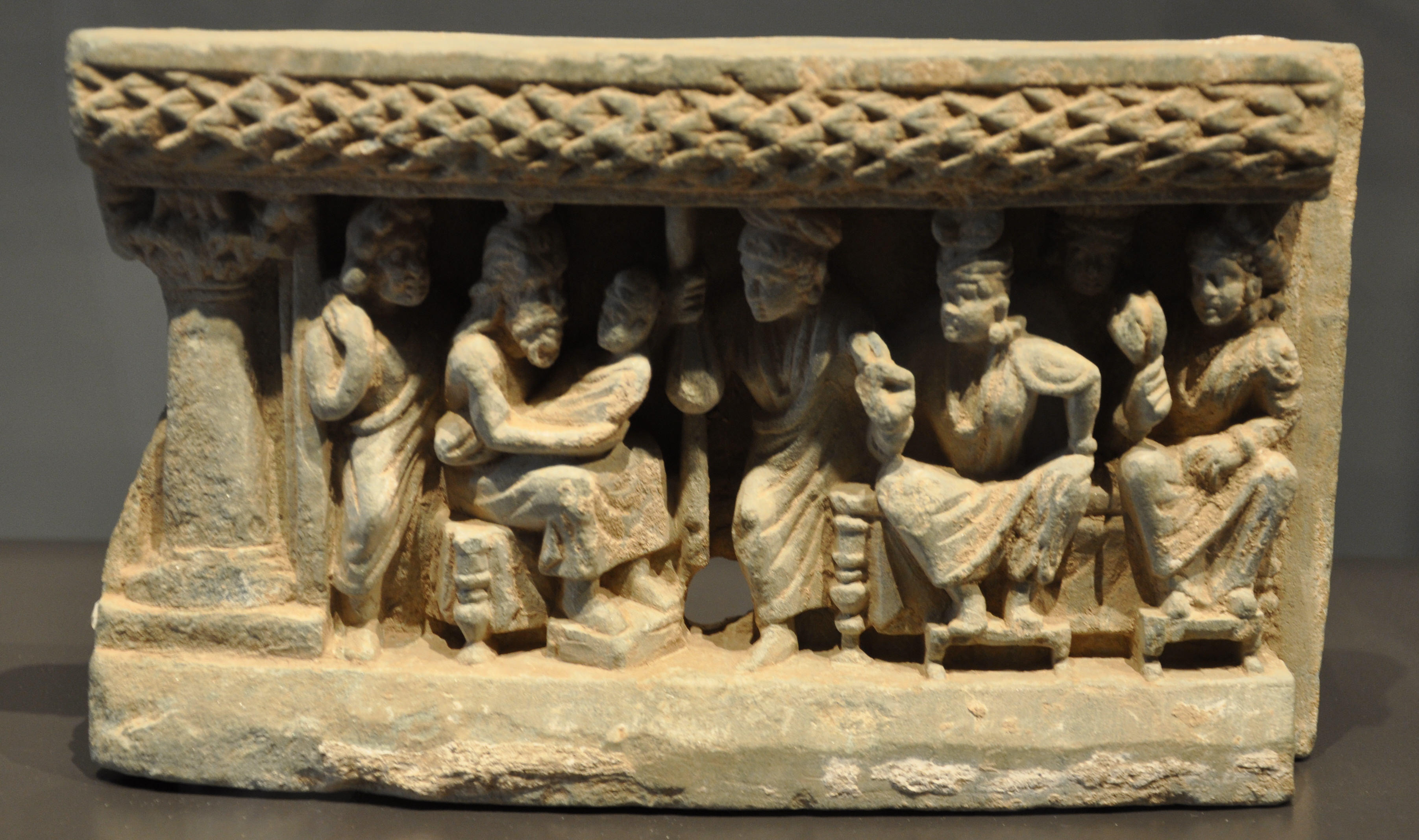
Látnok Aszita próféciája, paladombormű, Gandhára, 3-4. század (Rietberg múzeum, Zürich, Svájc)

Aszita vagy Aszita Dévala az i. e. 6. századi indiai aszkéta, asztrológus, remete. A legenda szerint Gautama herceg születése után röviddel Aszita meglátogatta Suddhódanát, a kis herceg édesapját. A közeli hegyekben élt Aszita, aki felfigyelt a királyfiból áradó ragyogásra. Látogatóba ment a palotába és megjövendölte a királynak, hogy Sziddhárthából vagy király lesz vagy feladja a világi életet és szent emberré fog válni, attól függően, hogy meglátja-e a városfalon kívül található valódi világot. Aszita jövendölésével együtt másik hét prófécia is született, amelyek mind azt jósolták, hogy a kis hercegből nagy király lesz. Végül Aszita jóslata vált valóra, ugyanis 29 éves korában Sziddhártha herceg elhagyta a palotát és spirituális útra lépett, aminek a végén sikerült elérnie a megvilágosodást.